# Psenptah III

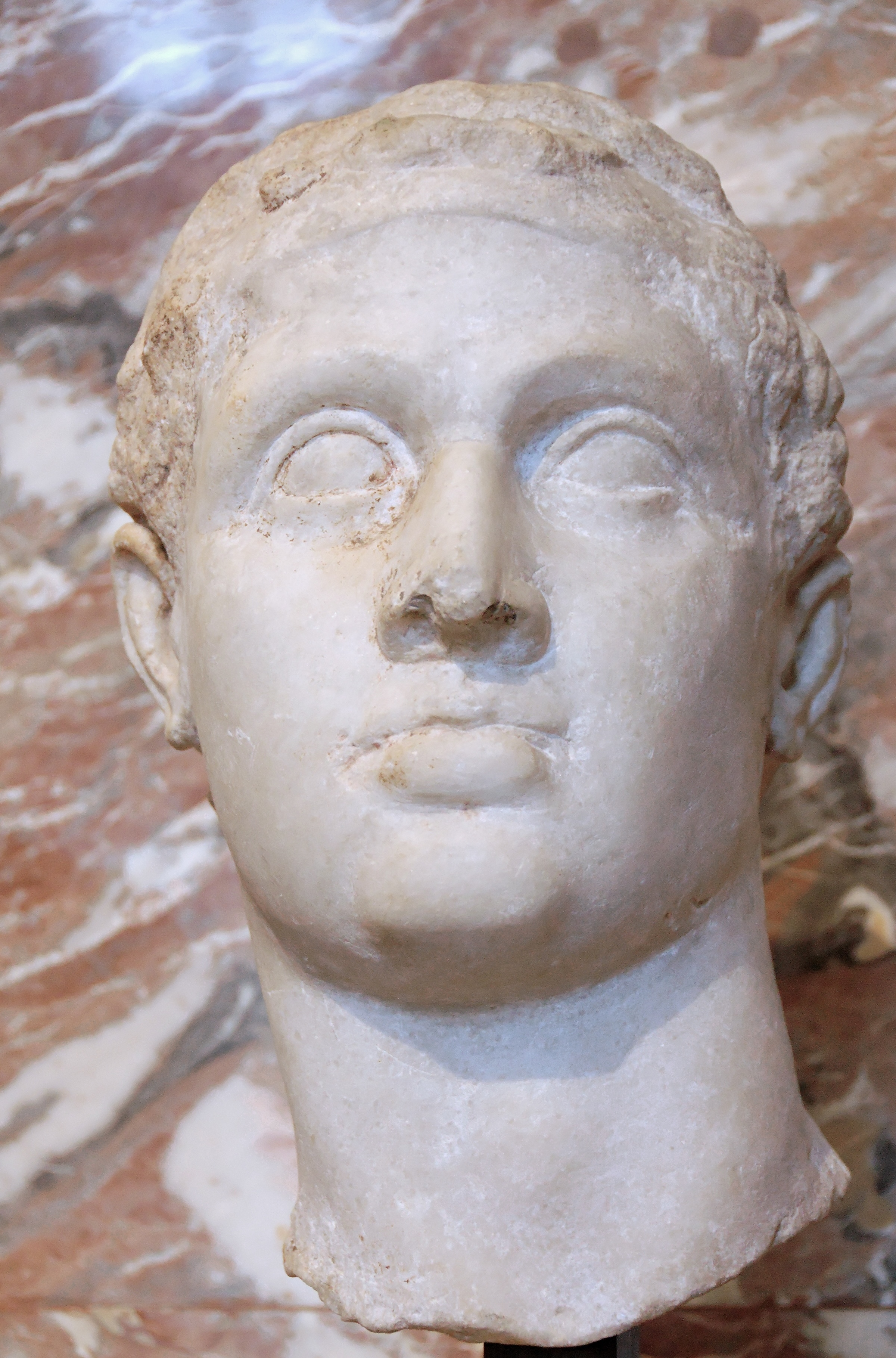
Busto del faraone Tolomeo XII Aulete, che nominò Psenptah III gran sacerdote di Ptah (Museo del Louvre, Parigi)

Psenptah, traslitterato anche come Psherenptah o Pashierenptah, (in egizio: pꜢ-šrỉ-n-ptḥ, "figlio di Ptah"; 4 novembre 90 a.C. – 14 luglio 41 a.C.), noto nella storiografia moderna come Psenptah III, è stato un nobile e sacerdote egizio, gran sacerdote di Ptah a Menfi dal 76 a.C. alla sua morte.

## Biografia

### Origini familiari
Psenptah faceva parte della casata dei grandi sacerdoti di Ptah di Menfi: era figlio di Pedubast III e Harankh. Suoi nonni paterni erano invece Psenptah II e una certa Berenice, precedentemente ritenuta figlia di Tolomeo VIII.

### Vita pubblica e morte
A seguito della morte del padre, nel 76 a.C. Psenptah fu nominato dal re d'Egitto Tolomeo XII Aulete gran sacerdote di Ptah all'età di soli quattordici anni; quindi lo stesso Tolomeo si fece incoronare da Psenptah per rinforzare la sua carica e nominò il nuovo gran sacerdote "profeta del re". Psenptah morì all'età di quarantanove anni nel 41 a.C., durante il regno di Cleopatra VII.

### Discendenza
Psenptah sposò nel 59 a.C. la quattordicenne Taimhotep, figlia del profeta di Horus a Letopoli Khahapi, e da lei ebbe dei figli: Berenice (nata nel 57/56 a.C.), Kheredankh (nata nel 55/54 a.C.) e Pedubast IV (nato nel 47/46 a.C.).

## Nella cultura di massa
Compare come alleato nel videogioco Assassin's Creed: Origins con il nome Pasherenptah.